# Der Feind ist zähe, aber Gott ist stark

Lew Tolstoi, Porträt von Iwan Kramskoi, 1873

Der Feind ist zähe, aber Gott ist stark, auch Der Teufel ist zäh, aber was Gott macht, hält fester zusammen (russisch Вражье лепко, а божье крепко, Wraschje lepko, a boschje krepko), ist eine Kurzgeschichte von Lew Tolstoi, die Mitte April 1885 vollendet wurde und im Februar 1886 im Verlag Posrednik erschien. Der Auor habe die kleine Volkssage aus dem Umkreis der ihm gut bekannten Baschkiren. 1982 kam der Text im 4. Lesebuch des 10. Bandes Powesti und Erzählungen 1872–1886 in der 22-bändigen Tolstoi-Ausgabe im Verlag für Künstlerische Literatur in Moskau heraus.

## Inhalt
Der Schäfer Aleb betreut die wertvollen Zuchttiere. Als er mit den anderen Knechten zusammen ist, sind diese sämtlich voll des Lobes für den gemeinsamen Brotherrn. Aleb, vom Teufel besessen, hört sich das an und murrt, auch Satan sei gütig, sofern man ihm zu Willen ist. Der entstehende Streit gipfelt in einer Wette zwischen den Parteien. Falls Aleb den Brotherrn gehörig erzürnen kann, bekommt er von jedem Knecht, der mitwettet, dessen Festgewand, andernfalls muss er seines hergeben.
Als der Brotherr Gästen seinen besten Schafbock zeigen möchte, ergibt sich die erste Gelegenheit. Der Teufel nimmt auf dem Baume über dem Pferch als Beobachter Platz. Auf Geheiß des Brotherrn soll Aleb das beste Tier unter mehreren Böcken zum Zeigen an den Hörnern packen. Gäste und Knechte schreien auf, als Aleb dem Bock bei Ausführung der Weisung absichtlich ein Vorderbein bricht. Der Teufel auf dem Baume ist mit seinem Untertan zufrieden. Der Brotherr schweigt eine Weile. Aleb harrt in Erwartung der Strafe. Der Brotherr erzürnt endlich den Teufel, indem er Aleb nicht bestraft, sondern ihm ruhig und gelassen mit dem Verweis, Gott ist stärker als der Teufel, die Freiheit schenkt. Aleb soll seiner Wege gehen und sein Festgewand mitnehmen. Der Teufel fährt zähneknirschend in die Erde.

## Deutschsprachige Ausgaben
- Der Teufel ist zäh, aber was Gott macht, hält fester zusammen. Deutsch von Arthur Luther. S. 149–151 in: Gisela Drohla (Hrsg.): Leo N. Tolstoj. Sämtliche Erzählungen. Fünfter Band. Insel, Frankfurt am Main 1961 (2. Aufl. der Ausgabe in acht Bänden 1982)